# Vevey Technologies
Vevey Techologies var ett företag som bildades 1992 vid upplösningen av Ateliers de constructions mécaniques de Vevey SA.  
Ateliers de constructions mécaniques de Vevey SA hade 1948 köpt en rälsfordonstillverkare i Villeneuve. Efter 1954 tillverkade företaget spårvagnar för Lausanne och Lugano. Efter 1962 tillverkade fabriken också jordbrukstraktorer under varumärket "Vevey".
Vevey Technologies såldes 1997 vidare till tyska Waggon- und Maschinenbau AG, som i sin tur köptes av Bombardier Transportation 1998.
Vevey Technologies konstruerade 1984 tillsammans med Duewag den första låggolvsspårvagnsmodellen, för lokaltrafikbolaget i Genève, Transports publics genevois. Det var en 21 meter lång och 2,3 meter bred enriktningsvagn. Den hade högt golv med två trappsteg över motorboggierna i ändarna av det ledade ekipaget och lågt golv (48 centimeter över rälsen) i mittpartiet och över en liten mittboggi. Låggolvsidén togs sedan upp av Alsthom och senare av andra spårvagnstillverkare.